# Цецилиенхоф
Цецилиенхоф (на немски: Cecilienhof) е дворец в Потсдам, Германия.
Построен е в края на управлението на последния германски кайзер (император) Вилхелм II между 1914 и 1917 г. в стила на английско тюдорско имение в пределите на Новата градина в Потсдам. Дворецът е бил предназначен за кронпринц (престолонаследник) Вилхелм Пруски и съпругата му Цецилие.
Това е последният дворец, построен от Хоенцолерните, управлявали Прусия, а след това и Германската империя, до края на Първата световна война. През 1918 г. в Германия монархията е премахната, дворецът обаче остава частна собственост на бившето императорско семейство. Използван е от семейството на престолонаследника като резиденция до началото на 1945 г.
Известен е като мястото на Потсдамската конференция от 1945 година, на която лидерите на трите най-големи държави от антихитлеристката коалиция във Втората световна война (Съветският съюз, Съединените щати и Обединеното кралство) взимат важни решения за развитието на света след Втората световна война.
От 1990 година дворецът Цецилиенхоф е част от дворцово-парковия ансамбъл „Дворци и паркове на Потсдам и Берлин“ – обект на Световното наследство на ЮНЕСКО.
От 2014 до 2022 г. се водят преговори между федералното правителство на Германия, правителството на провинция Бранденбург и династията Хоенцолерн относно искания за реституции от страна на бившото императорско семейство. Главата на императорското семейство, Георг Фридрих принц Пруски, предявява претенции за обезщетение в размер на 1,4 млн. евро, 266 ценни картини, акварели и мебели от бившите им дворци, личния архив и личната библиотека на някогашното имперско семейство, около хиляда писма кореспонденция на императрица Аугуста Виктория, намерени 2019 г. в Новия дворец, както и постоянно, безвъзмездно право на обитаване на дворците Цецилиенхоф и Линдщед, както и на вила Лигниц в парка Сансуси, което да бъде гарантирано в Имотния регистър. Дали тия искания ще бъдат уважени от съда, или не, зависи от това дали бившото имперско семейство съществено е подпомагало утвърждаването на тоталитарната система на националсоциализма в Германия. Според Закона за обезщетенията по Закона за уреждане на нерешени имуществени въпроси от 1994 г., лицата, подпомогнали утвърждаването на нацистката система в периода 1933-1945 г. или на комунистическата система от 1945 до 1990 г. (в Източна Германия), нямат право да се жалват, че са загубили имуществото си в именно тази система. Съдът следва да изясни, дали семейството съществено (или несъществено) е подпомогнало тоталитаризма (Вижте също: Ден на Потсдам).
- Дворец Цецилиенхоф – от страната на парка
- Дворец Цецилиенхоф и езерото Юнгфернзее на заден план
- Дворец Цецилиенхоф
- Дворец Цецилиенхоф
- Вътрешният двор на дворец Цецилиенхоф с червена звезда на Съветския Съюз.
- Чърчил, Труман и Сталин (о.л.н.д.) пред двореца Цецилиенхоф по време на Потсдамската конференция 1945 г.
- Двореца погледнат откъм езерото „Юнгфернзе“